# Rudolf Vytlačil
Rudolf Vytlačil (Schwechat, 9 de fevereiro de 1912 – 1 de junho de 1977) foi um futebolista e treinador tcheco-austríaco que atuava como meio-campo.

## Carreira
Rudolf Vytlačil convocou e comandou o elenco da Tchecoslováquia na Copa do Mundo de 1962 e a Bulgária na Copa do Mundo de 1966. 